# طاق نصرت

تاق پیروزی دسته‌جات محله شتربان و ششگلان تبریز در سالگرد جشن مشروطه، ۱۳۲۵ قمری.

طاق‌نصرت، تاق پیروزی، تاق نصرت یا خوازه تاق یا سازه‌ای چوبی یا فلزی است که برای سرداران و پادشاهان پیروز هنگام بازآمدن از سفر یا جنگ آذین‌بندی کنند. 
همچنین به هنگام بازدید شاهان و بزرگان از منطقه‌ای گاه در جایگاه ورود آن‌ها تاق پیروزی بسته می‌شود.
این کار را در قدیم خوازه‌بستن نیز می‌گفتند.
در برخی کشورها به یادبود شاه یا رویدادی بزرگ گاه تاق پیروزی‌های برپا می‌کنند مانند تاق پیروزی تیتوس در رم ایتالیا و تاق پیروزی پاریس.
طاق پیروزی ساختاری برجسته است که به شکل یک آرامگاه با یک یا چند گذر طاقدرا پیچیده است که اغلب بر روی جاده طراحی شده اند. در ساده ترین شکل، یک طاق پیروزی از دو قله عظیم متصل به یک طاق است که با انتساب مسطح یا اتاق زیر شیروانی که در آن یک مجسمه نصب می شود یا دارای کتیبه های یادبود می باشد ساخته می شود. ساختار اصلی اغلب با حکاکی، نقاشی ، مجسمه سازی و تسلیحات تزئین شده است.